# 「されどわれらが日々」より 別れの詩
『「されどわれらが日々―」より 別れの詩』（されどわれらがひびより わかれのうた）は、1971年7月3日に公開された日本映画。製作・配給は東宝。カラー。 

## あらすじ
東京の大手商社にタイピストとして勤める康子は、幼馴染の伸夫と婚約し、秋には挙式の予定だった。会社帰りに伸夫のアパートに寄り、夕飯を作りながら、これから一生こうやって伸夫の食事を作るのは何故かと考え、モヤモヤしたものを感じる康子。
康子の同僚の京子は社内恋愛が問題となり、相手の男は名古屋に転勤となったが、京子は新幹線で名古屋まで男に会いに通っていた。こんな恋愛もあると見守る康子。京子には同郷の官僚候補との見合い話が持ち上がっていたが、その相手は貞淑な処女を求める男だった。
新聞で会社員の自殺記事を読み、青ざめる康子。それは、大学で学生運動を共にした初恋の安部の死を伝える記事だった。死に場所が、2人が初めて結ばれた湖だったと知り、思わず伸夫に電話する康子。だが、アメリカ出張の準備で忙しい伸夫は、上の空で電話を切ってしまった。
伸夫の出張中に彼のアパートを掃除し、ビキニ姿の娘と海で遊ぶ伸夫の写真を見つけて嫉妬する康子。会社を休んでいる京子の様子を見に行くと、京子は恋愛相手の妻の訪問を受けたと打ち明けた。夫の浮気に慣れている妻は、純粋な愛だと言い張る京子に対し冷静に、親族も巻き込み問題にすると主張した。全てを諦め、故郷に帰ることを決める京子。
結婚式のお色直しの着物に袖を通したが、弟に「人形」だと揶揄(からか)われ、花嫁人形になるのは嫌だと心から思う康子。帰国した伸夫とベッドを共にした康子は、死んだ安部と深い仲だったことを打ち明けた。康子は伸夫の出張中に、安部が友人に宛てた遺書を、わざわざ読みに行っていたのだ。
学生運動のリーダーだった安部には、機動隊との激突から逃げ出し、多くの仲間を裏切った過去があった。それに憤った康子は安部を実家まで追いかけ、「卑怯者！」と罵倒して決別した。しかし、安部の自殺の後に康子は、当時の安部が貧しい父親の積んだ保釈金でやっと釈放され、次の逮捕は「身の破滅」だった事を知らされた。自殺の理由は思想に反して体制側で働く苦悩とされたが、遺書に書かれた最後の言葉は「卑怯者」だった。
過ぎ去った過去について思い悩む必要はないと言い切り、自分の経験を話す伸夫。大学時代の伸夫は、康子が嫉妬したビキニの娘・葉子と付き合っていた。しかし、プレイボーイの伸夫は手当たり次第に女と遊び、葉子に本心を見せる事もなかった。苦しんだ葉子は妊娠中絶の果てに服毒自殺したという。それでも、悔いや責任感は皆無だったと言い切る伸夫。
伸夫の話にショックを受け、一人で家に帰ろうとして、駅で電車と接触し、大怪我を負って入院する康子。左の足を少し引きずる障害は残ったが、伸夫は献身的に看病を続けた。見舞いに来た京子が、見合い結婚を承諾したと、あっけらかんと話す態度にあ然とする康子。
負傷した足で立とうともがきながら、結婚について考える康子。夫婦二人が並び立ち愛を紡(つむ)ぐには、自分も相手に対応する何かを持たねばならない。そう考え、退院祝いの食事を伸夫のアパートで手作りして、朝までベッドを共にする康子。早朝に眠っている伸夫に置き手紙を残した康子は、タクシーでターミナル駅に向かった。東北地方の辺鄙な高校で教職につく手筈はすでに整っている。それはあるいは、いつか康子が伸夫と再び相まみえる為の第一歩なのかもしれなかった。

## スタッフ
- 監督：森谷司郎
- 製作：田中収、馬場和夫
- 原作：柴田翔　「されどわれらが日々―」
- 脚本：橋本忍、岡田和代、橋本綾
- 撮影：中井朝一
- 音楽：小野崎孝輔 、多賀英典
- 美術：阿久根巌
- 録音：矢野口文雄
- 照明：森弘充
- 編集：池田美千子
- チーフ助監督：大森健次郎
- スチール：橋山直己

## キャスト
- 斉藤康子：小川知子
- 山口伸夫：山口崇
- 安部弘：高橋長英
- 葉子：木内みどり
- 岡島京子：藤田みどり
- 福井：北村和夫
- 中田清彦：清水紘治
- 斉藤孝造：北沢彪
- 広瀬常務：堀川直義
- 斉藤隆：三浦仁
- 宮下：村井国夫
- 文書課長：飯沼慧
- 安部の父親：大久保正信
- 医者：加藤和夫
- 由利子：南風洋子
- 斉藤啓子：福田公子
- 房江：田代信子
- 看護婦：真木沙織
- 安部の母親：辻伊万里